# 费尔氏马先蒿
费尔氏马先蒿（学名：Pedicularis pheulpini）是列当科马先蒿属的植物。分布在中国大陆的四川等地，生长于海拔3,350米至5,300米的地区，目前尚未由人工引种栽培。

## 异名
- Pedicularis heydei auct. non Prain
- Pedicularis pheulpinii Bonati ssp. chilienensis Tsoong